# دماوند (شهر)
دَماوَند یکی از شهرهای استان تهران و مرکز شهرستان دماوند است. شهرداری دماوند در سال ۱۳۱۲ تأسیس شد. دماوند و اطراف آن به شماره ۵۶ در آثار ملی ایران در ۲۴ شهریور ۱۳۱۰ ثبت و همچنین به عنوان شهر نمونه گردشگری ایران نیز برگزیده شده‌است. این شهر از رشد و توسعه قصبه دماوند به وجود آمده‌است، که به خط مستقیم در فاصله ۲۵ کیلومتری جنوب شرقی کوه دماوند و ۷۴ کیلومتری شرق شهر تهران قرار دارد. ارتفاع این شهر از سطح دریا ۱۹۶۰ متر و توسط چند رود مشروب می‌شود، یکی از مشرق که از دریاچه تار سرچشمه می‌گیرد و دیگری از شمال غربی که از مشا و تیزاب سرچشمه گرفته و پس از پیوستن به یکدیگر رود دماوند را تشکیل می‌دهند.این شهر در شرق تهران و در فاصله ۴۶ کیلومتری از پایتخت ایران قرار دارد.

## نام و ریشه‌شناسی
نام دماوند نامی کهن است که در طول تاریخ دچار دگرگونی‌های بسیار گشته‌است. در کارنامه اردشیر بابکان به صورت دنباوند و در کتیبه‌های ساسانی چون کتیبهٔ شاپور اول در نقش رستم و 
کتیبهٔ نرسی در پایکولی به صورت دُمباوَند و در کتاب جغرافیای موسی خورنی دُمباوَند آمده که ریشه در نام پهلوی آن دارد.
دماوند در مورد کوه به از دم زبان پهلوی به معنی گرما یا بخار و گاز است و وند که پسوند نسبت است تشکیل شده‌است و دارای معنی ظرفی که دارای گرما یا بخار است می‌باشد اما دربارهٔ نام‌گذاری شهر می‌توان گفت که دمب، دمبال، دما و دمال به علاوه آوند یا وند به معنای شهری است که دنباله ظرف یا دنباله کوه واقع شده‌است؛ بنابراین اگرچه نام کوه و شهر یکی است ولی دارای بار معنایی متفاوت می‌باشد. دماوند برای کوه به معنی ظرف آتش یا دارنده آتش یا بخار و برای شهر به معنی دنباله ظرف یا دنباله کوه واقع شده می‌باشد. این شهر از گذشته تا به امروز بر دامنه کوه واقع شده‌است.

دربارهٔ این نام کسروی عقیده دارد که:
«دماوند و نهاوند شباهت زیادی به یکدیگر دارند: هر دو از دو کلمه ترکیب یافته و در کلمه وند در آخر شریک و یکسان می‌باشند، به‌علاوه در نام‌گذاری این دو آبادی دوری و نزدیکی را نسبت به جایی یا شهری میزان گرفته‌اند و آنچه که نزدیک بوده نهاوند و آن دیگری را دماوند گفته‌اند و نها یعنی پیش و روبرو و دما یعنی پشت و دنبال؛ بنابراین نهاوند یعنی شهر و آبادی یا قلعه ایستاده در پیش رو و دماوند یعنی شهر و آبادی یا قلعه ایستاده در دنبال و پشت»
حمدالله مستوفی در کتاب نزهةالقلوب آورده‌است که دماوند قصبه‌ای است که آن را پشیان (و یا میشان) خوانند.

## جغرافیا
دماوند از گذرگاه امامزاده هاشم که راه ارتباطی تهران به آمل محسوب می‌شود تا مسیر ارتباطی تهران به فیروزکوه و ساری واقع شده‌است. در میان مرکز شهر که از درختان پوشیده شده‌است رود تار جریان دارد که طغیان‌های آن در گذشته، چندین بار مرکز شهر را ویران ساخته‌است. این شهر همانند کوه آن از دید تاریخی در عراق عجم قرار گرفته‌است و متصل‌کنندهٔ آن با طبرستان و دیلم و قومس بوده‌است و یک شهر ییلاقی به حساب می‌آید. این شهر به همراه دهکده‌های اطراف آن در میان کوه‌های البرز مرکزی واقع شده‌اند.

## تاریخچه
دماوند یکی از کهن‌ترین شهرها و نخستین شهرهای اسطوره‌ای تاریخ ایران است به صورتی که بنای آن هم‌زمان با اصطخر فارس و بلخ به کیومرث نخستین پادشاه ایران می‌رسد.

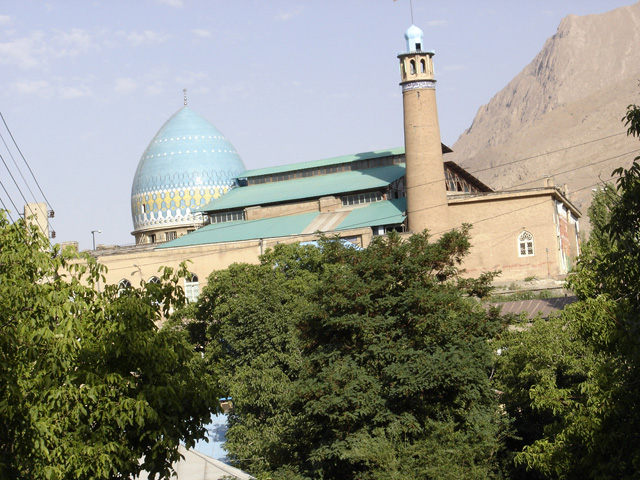
مسجد جامع دماوند

### پیش از اسلام
به علت مطالعات باستانشناسی اندک در این شهر اطلاعات کمی در مورد تاریخ این خطه در دوران مادها و هخامنشیان وجود دارد. آنچه از منابع تاریخی به دست می‌آید در زمان هخامنشیان مواد تجاری دماوند، شمشاد و آهن بوده‌است. در کاوشهای باستان‌شناسی اخیر در منطقه ولیران دماوند تعدادی گور با شیوه‌های تدفین متفاوت متعلق به اوایل دوران اشکانیان و چهار ریتون سفالی و همچنین سکه‌هایی متعلق به مهرداد دوم(۱۲۴ تا ۸۷ پیش از میلاد)، اردوان دوم، سنتروک، ارد اول از دوران اشکانی کشف شده و همچنین در بخش غربی محوطه بقایای قلعه‌ای متعلق به دوران ساسانیان و چند سکه نقره از زمان خسرو دوم کشف شد.
در کتیبهٔ شاپور اول در کعبه زردشت (۲۴۰–۲۷۰ میلادی) و کتیبهٔ پایکولی از زمان نرسی (۲۹۳–۳۰۲ میلادی) از ساتراپ‌های دماوند نام برده شده‌است. همچنین روی یک مهر ساسانی که در دماوند کشف شد، نام دُمباوَند حک شده‌است. این مهر اکنون در موزهٔ کلکته نگهداری می‌شود.

### پس از اسلام
پس از حمله اعراب به ایران و در سال ۲۲ هجری هنگام رسیدن لشکر اعراب به اطراف ری، فرمانروای ری سیاوش پسر مهران پسر بهرام چوبین از مردم دنباوند، طبرستان، گرگان و قومس برای رویارویی با اعراب کمک خواست اما نهایتاً در جنگ شکست خورد. پس از سقوط ری و برافتادن خاندان بهرام، مسمغان مردان‌شاه از نعیم بن مقرن فرمانده سپاه اعراب درخواست صلح کرد که فدیه‌ای بدهد و نیازی به یاور و حفاظ ندارد و نعیم پذیرفت. طبری متن این صلح‌نامه را به این صورت آورده‌است:
«بنام خدای رحمان رحیم.
این مکتوب نعیم بن مقرن است برای مردانشاه مسمغان دنباوند و مردم دنباوند و خوار و لارز و شرز: تو و هر که در بازماندن همانند تو باشد در امانید، که مردم سرزمین خود را بازداری و هر ساله دویست هزار درم، از وزن هفت، بدهی و از عامل مرز مصون مانی. مادام که چنین باشی کس بر تو هجوم نیارد و بی اجازه به تو وارد نشود مگر آنکه دگرگونی آری و هر که پیمان ندارد و هر که از تسلیم وی ابا کند، نیز.»
از این زمان تا اواخر بنی امیه و قیام ابومسلم خراسانی اطلاعاتی از این خاندان دردست نیست. در اواخر بنی امیه ابومسلم از مسمغان درخواست کرد تا خراجی که قبول کرده‌است بپردازد اما مسمغان این درخواست را رد می‌کند؛ در مقابل ابومسلم سپاهی را به سوی مسمغان می‌فرستد که کاری از پیش نمی‌برد و به مسمغان تا دوران خلافت منصور عباسی گزندی نمی‌رسد. در زمان منصور بین مسمغان و برادش ابرویز اختلاف و رنجش پیش می‌آید و ابرویز به نزد خلیفه می‌رود که مصادف می‌شود وقایع قیام راوندیه و خلیفه را در سرکوب قیام همراهی کرده و اعتماد او را جلب می‌کند.
در سال ۱۴۱ هجری خلیفه پسرش مهدی را با سپاهی که ابرویز هم ان را همراهی می‌کند به سمت ری گسیل می‌کند، در این ایام مسمغان و اسپهبد خورشید که درحال جنگ بودند چون از حرکت سپاه خلیفه آگاه شدند با یکدیگر صلح کرده و به مقابله با سپاه اعراب برمی‌خیزند در این جنگ مسمغان نیز مانند اسپهبد خورشید کشته می‌شود و همسر و دخترش به اسارت می‌رود و بدین ترتیب طبرستان و ناحیه دماوند به‌طور کامل فتح می‌گردد، اگرچه حکومت محلی مسمغان توسط ابرویز که ادعای وراثت از برادر را داشت با تبعیت از دربار خلیفه در ناحیه دماوند ادامه می‌یابد چنان‌که در سال ۲۵۰ قمری در واقعه اتحاد امراء دیلم و رویان برای حمایت از داعی کبیر و مخالفت با سلطه حکام طاهریان در طبرستان مسمغان دماوند نیز شرکت داشت. مقارن با ایام ظهور آل زیار و آل بویه نام و نشان این خاندان نیز که به سطح حکومت محلی کوچکی و تابعی از خلیفه نزول کرده بود از بین رفت.

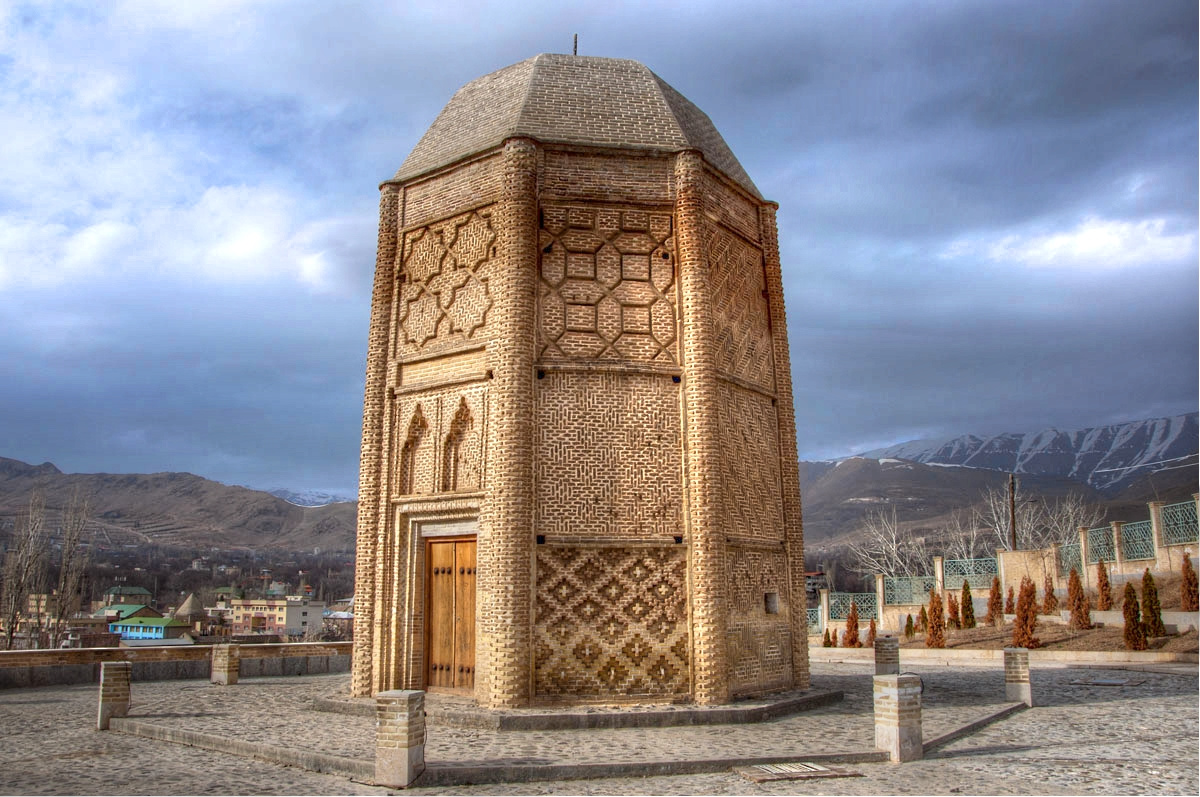
برج شبلی مربوط به دورهٔ سلجوقی

ابوبکر شبلی صوفی که پدرش از نزدیکان خلیفه بود نیز مدتی در این ناحیه حکومت داشته‌است و پس از مرگش برج یادمانی که امروزه موسوم به برج شبلی است به پاس خدمات او در ایام حکومتش بنا شده‌است.
چندی از جغرافیدانان پیش از عصر صفوی، کوه دماوند و کوهپایه‌های آن را جزو جبال و عراق عجم به‌شمار آورده‌اند. مستوفی بافقی در اواخر دوره صفوی دماوند، سمنان و دامغان را جزو طبرستان به‌شمار آورده‌است درحالی که در گزارش‌های به جا مانده از عصر قاجار دماوند در محدوده عراق عجم قرار داشته‌است و به نوشته میرزا فضل‌الله از بهترین مناطق عراق شمرده شده‌است. جیمز موریه و هاینریش بروگش در سفرنامه‌های خود در مورد مراسمی در اواخر ماه اوت (اوایل شهریور ماه) اشاره کرده‌اند که توسط مردم این منطقه به مناسبت شکست ضحاکپرداخته‌اند. این شهر پس از گزیدن تهران به عنوان پایتخت روند رشد بیشتری به خود گرفت و تبدیل به ییلاقی برای مردم و حکومتیان و درباریان شد. محصولات کشاورزی فراوانی در دماوند کشت می‌شده‌است و مهم‌ترین محصول باغی دماوند در دوران قاجار را قیسی دانسته‌اند که به روسیه صادر می‌شده‌است و درآمد بسیاری داشته‌است. جان ویشارد در اواخر دوره قاجار در خاطرات خود نوشته:

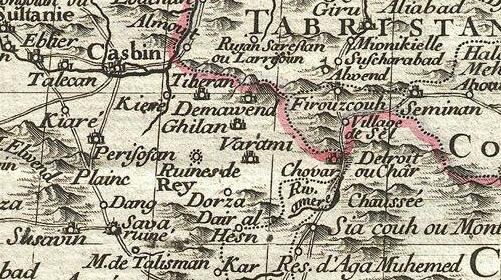
شهر دماوند در نقشه ایران در اواخر دوره صفویه

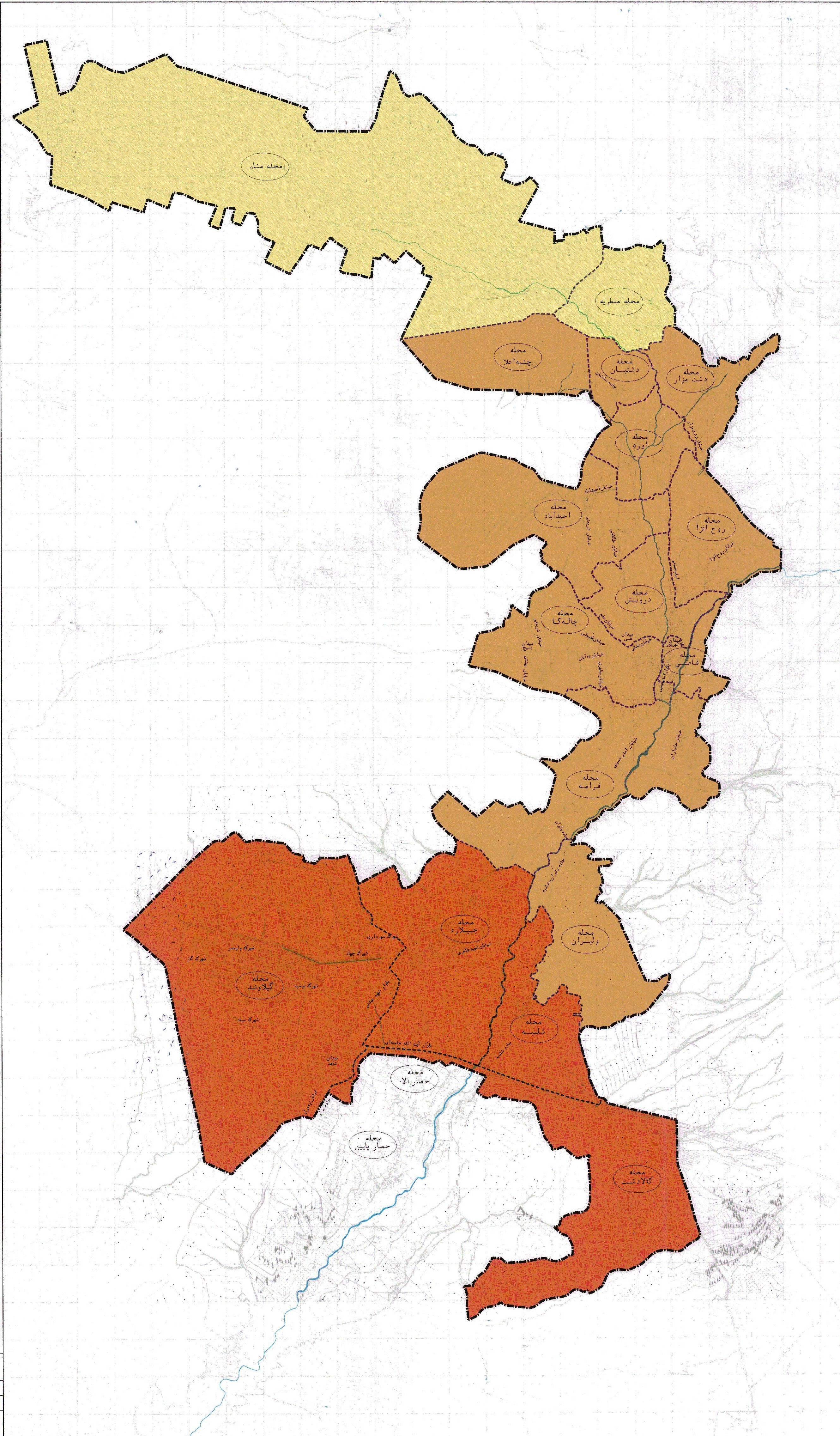
محدوده محلات بخش مرکزی شهر دماوند

«... این میوه را خشک می‌کنند و به میزان زیادی به روسیه حمل می‌شود. مقدار صادرات به قدری زیاد است که می‌گفتند پولی که از بابت آن پرداخت می‌شود نرخ مبادلهٔ ارز را تغییر می‌دهد.»

## جمعیت‌شناسی
جمعیت این شهر براساس سرشماری سال ۱۳۹۵ برابر با ۴۹٬۱۲۱ نفر می‌باشد.
مردم شهر دماوند به گویش دماوندی صحبت می‌کنند و در ۴ محله اصلی شهر (درویش، قاضی، چالکا و فرامه) به گویش دماوندی صحبت می‌شود. از محله‌های دیگری که در محدوده شهر دماوند قرار گرفته‌اند می‌توان به جیلارد (گیلیارد)، گیلاوند، ولیران، روح‌افزا، چنار شرق، شلمبه، حصار بالا و اصطلک اشاره کرد.
که همگی به گویش دماوندی
صحبت می‌کنند و در محلات شمالی شهر همچون دشتبان، دشتک، دشتمزار و چشمه‌علا، مشا، احمدآباد و اوره به زبان مازندرانی صحبت می‌شود. کردها دومین قومیت ساکن دماوند از نظر فراوانی جمعیت هستند.
مناطق اطراف دماوند از دیرباز محل سکونت گروهی از کلیمیان ایران بوده که امروزه از ایشان به علت مهاجرت به اسرائیل و آمریکا و تعداد کمی به تهران کسی در این شهر باقی نمانده‌است. عیسوی در گزارشی تعداد یهودیان دماوند را در سال ۱۸۶۷ میلادی ۱۵۰ نفر نوشته‌است و پس از ۱۵ سال، اعتمادالسلطنه نیز از حضور بیست خانوار یهودی در دماوند خبر داده‌است. گورستان کلیمیان گیلیارد از مکان‌های مقدس کلیمیان ایرانی است.

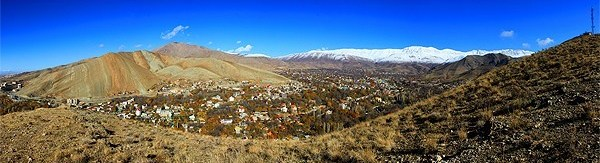
عکس سراسرنمایی از مرکزشهر

### گویش دماوندی
مهدی علمداری در کتاب گویش دماوندی به گویش دماوندی و عوامل مؤثر بر آن می پردارد و در صفحه ۵۰ به نتیجه‌گیری می‌پردازد. به گفتهٔ مهدی علمداری نویسنده کتاب گویش دماوندی: بعضی از پژوهشگران گویش دماوندی را «تاتی» نامیده‌اند. زبان تاتی در شمار زبان‌های ایرانی جنوب غربی است و هرچند بین بعضی از لهجه‌های تاتی و دماوندی مشابهت‌هایی دیده می‌شود، نمی‌توان این گویش را تاتی دانست؛ زیرا از نظر دستوری و خصوصیات نحوی، تفاوت زیادی میان آن دو وجوددارد. لفظ تاتی گاه به لهجه‌های دیگر به جز زبان تاتی نیز اطلاق شده‌است. به‌طور کلی، چون گویش‌ها و لهجه‌های فارسی از اصل واحدی منشعب شده‌اند، به یقین بین واژه‌ها و قواعد دستوری آنها شباهت‌هایی وجود دارد؛ اما میزان این تشابهات بین گویش دماوندی و گویش‌های تهرانی قدیم و مازندرانی و شمال تهران بیشتراست.
تردید نیست که در اثر نزدیکی جغرافیایی و تماس مناطق با یکدیگر، هر منطقه‌ای برخی از خصوصیات زبانی و آداب و رسوم منطقه دیگر را کسب کرده‌است. اگرچه نمی‌توان این پیوندها را صرفاً معلول رابطه مستمر بین این گویش‌ها دانست، اما می‌توان رد پایی از خصوصیات این گویش به دست آورد تا در تحلیل‌های دقیق و علمی زبان شناسان از آنها استفاده شود. از آنجا که تفاوت این گویش با گونه‌های دیگر آن در روستاها و بخش‌های دماوند و همچنین با گویش‌های شمیرانات و دیگر نقاط شمالی تهران بسیار اندک است، بیشتر خصوصیات این گویش در مورد آنها نیز صادق است. در شمال شهر دماوند، به فاصله دو یا سه کیلومتر از مرکز شهر، گویش مازندرانی رایج است؛ اما درجنوب شهر تا شعاع ۳۰ کیلومتری لهجه‌های گویش دماوندی رواج دارد.

## حمل و نقل

### تاکسیرانی
دماوند درحال حاضر دارای اتوبوس شهری نمی‌باشد و وظیفهٔ حمل و نقل کنونی تنها به عهدهٔ تاکسیرانی است که دارای روی‌هم‌رفته ۴۰۰ تاکسی در خطوط مختلف سطح شهر می‌باشد. شهردار دماوند، عباس صفری در اردیبهشت ۱۳۹۵، خبر از طرح ایجاد پایانهٔ درون‌شهری در دماوند داد.

### مسافربری
در تاریخ ۳۱ تیرماه ۱۳۹۶، شهردار دماوند خبر از راه اندازی پایانهٔ برون‌شهری دماوند با هزینه‌ای ۶۰۰ میلیون تومانی داد. رئیس سازمان مدیریت و برنامه‌ریزی استان تهران نیز در ۲۰ دی‌ماه ۹۶، خبر از اولویت قرار داشتن طرح قطار شهری از تهران به پردیس و دماوند داد و اعلام کرد مطالعات طرح قطارشهری تا پردیس پایان یافته‌است.
- مترو دماوند: سال ۹۲ طی اظهارات حسن کریمی معاون وقت امور عمرانی استاندار تهران، شرکتی تحت عنوان «شرکت قطار شهری شهرهای استان تهران» تشکیل شده‌است، که یکی از مهم‌ترین وظایف آن احداث خط مترو تهران-رودهن-دماوند-آبسرد-فیروزکوه (توسعه شرقی خط ۲ مترو تهران) است. گویا طرح احداث این مترو در مرحله مطالعاتی مانده‌است.[۵۱] در آبان ۱۴۰۱، علاءالدین ازوجی، رئیس سازمان برنامه و بودجه استان تهران در خصوص اجرای مترو دماوند نیز گفت: اتصال متروی تهران به پردیس و دماوند در برنامه کاری ما هست و از سازمان برنامه و بودجه کشور برای دریافت منابع پیگیری خواهیم کرد.[۵۲]

## بهداشت و درمان
در این شهر درحال حاضر دو بیمارستان؛ سوم شعبان و حضرت فاطمه وجود دارد. بیمارستان سوم شعبان دماوند در محوطه‌ای به مساحت ۱۱٬۰۰۰ مترمربع و زیربنای ۵٬۶۰۰ متر مربعی، دارای ۶۲ تخت فعال می‌باشد که به گفتهٔ رئیس دانشگاه شهیدبهشتی تهران ۵۰ تخت دیگر نیز باید به آن اضافه گردد. این بیمارستان در سال ۱۳۷۰، با ۳۰ تخت شروع به کار نمود و از سال ۱۳۸۲ فعالیت خود را در ساختمان جدید در نزدیکی محلهٔ جیلارد ادامه داده‌است. این بیمارستان درحال حاضر به عنوان کلینیکی تخصصی، دارای تجهیزات پاراکلینیک مثل دستگاه‌های تصویربرداری و آندوسکوپی مانند دستگاه سی‌تی اسکن می‌باشد.

## دانشگاه‌ها
- دانشگاه آزاد اسلامی (واحد دماوند)
- دانشگاه پیام نور (واحد دماوند)
- دانشگاه ارشاد دماوند
- دانشگاه علمی کاربردی دماوند
- دانشکده کشاورزی دماوند

## جاذبه‌های گردشگری

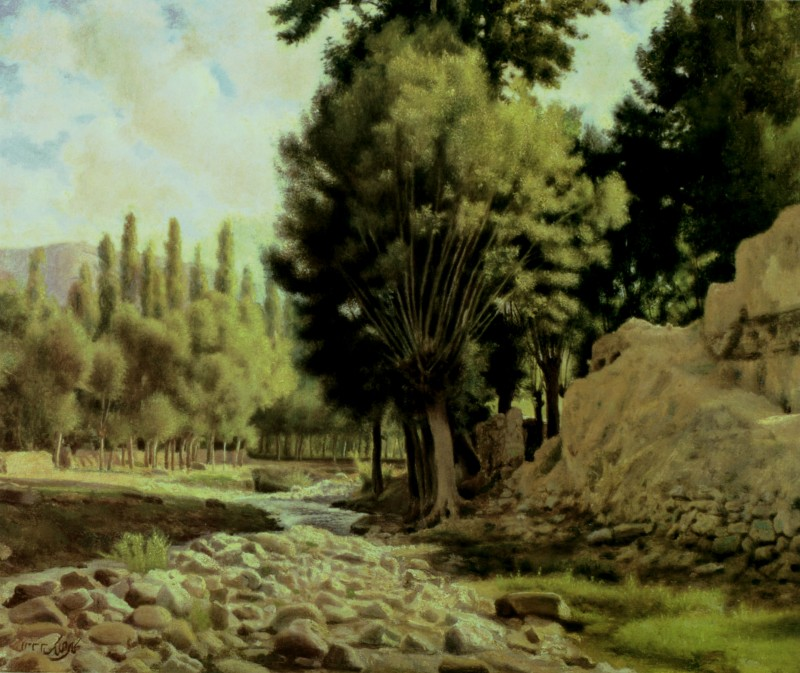
دماوند، اثر کمال‌الملک

- دریاچه تار یکی از زیباترین دریاچه‌های آب شیرین ایران به‌شمار می‌رود که برای رسیدن به آن بایستی از منطقهٔ چنار شرق گذشت.
- برج شیخ شبلی و مسجد جامع دماوند از آثار کهن و تاریخی این شهر هستند.
- آبشار تیزاب
- آبشار آینه رود
- چشمه اعلاء
- آرامگاه‌های امامزادگان تاریخی شهر مانند امامزاده عبدالله و خیل‌الله و امامزاده عبدالله و عبیدالله
- حمام تاریخی محله درویش مربوط به دورهٔ صفوی

همچنین منطقه زیبای دشت مشا و منطقه ولیران بسیار دیدنی می‌باشند.

## نگارخانه

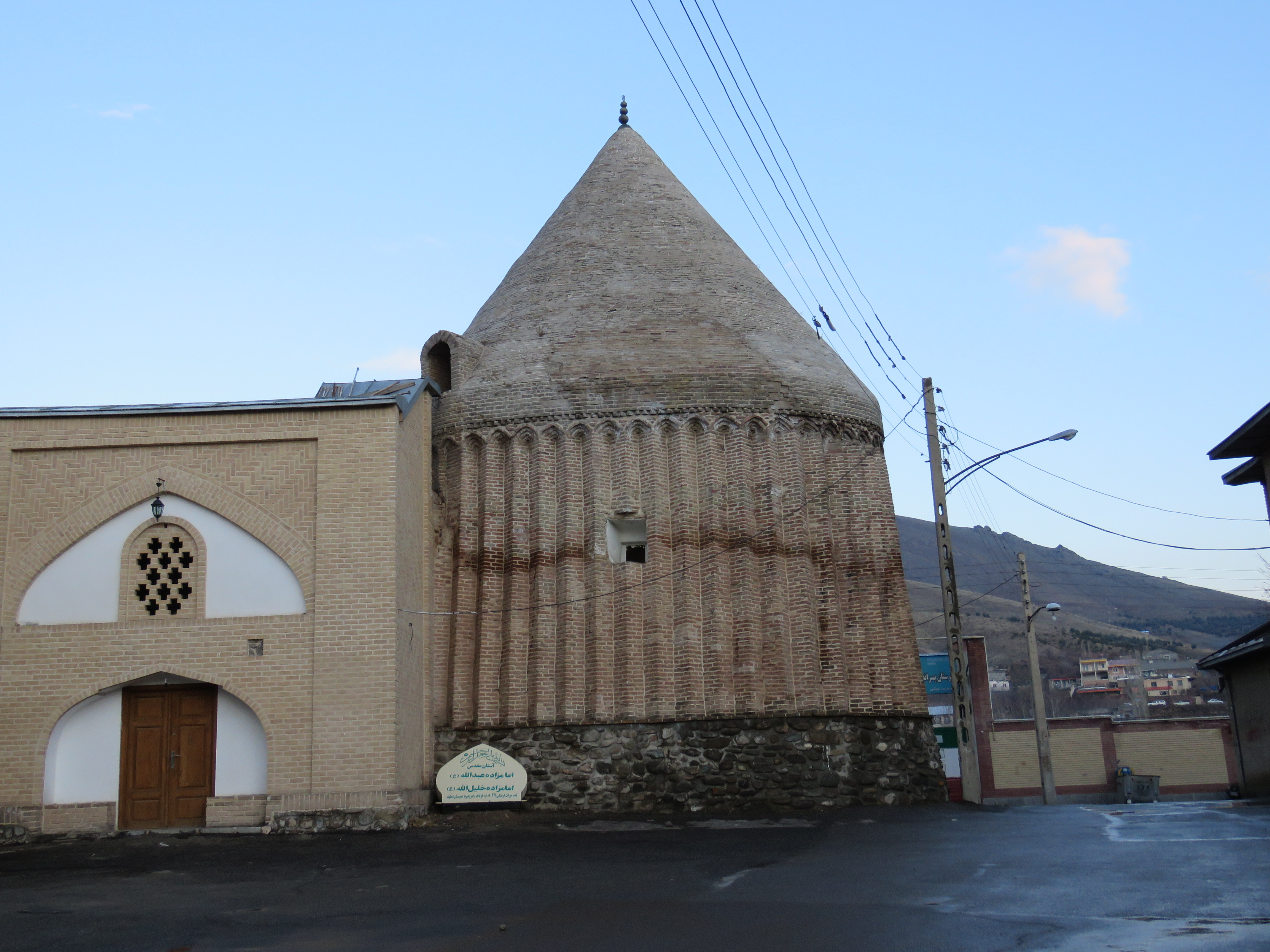
امامزاده عبدالله و خلیل‌الله
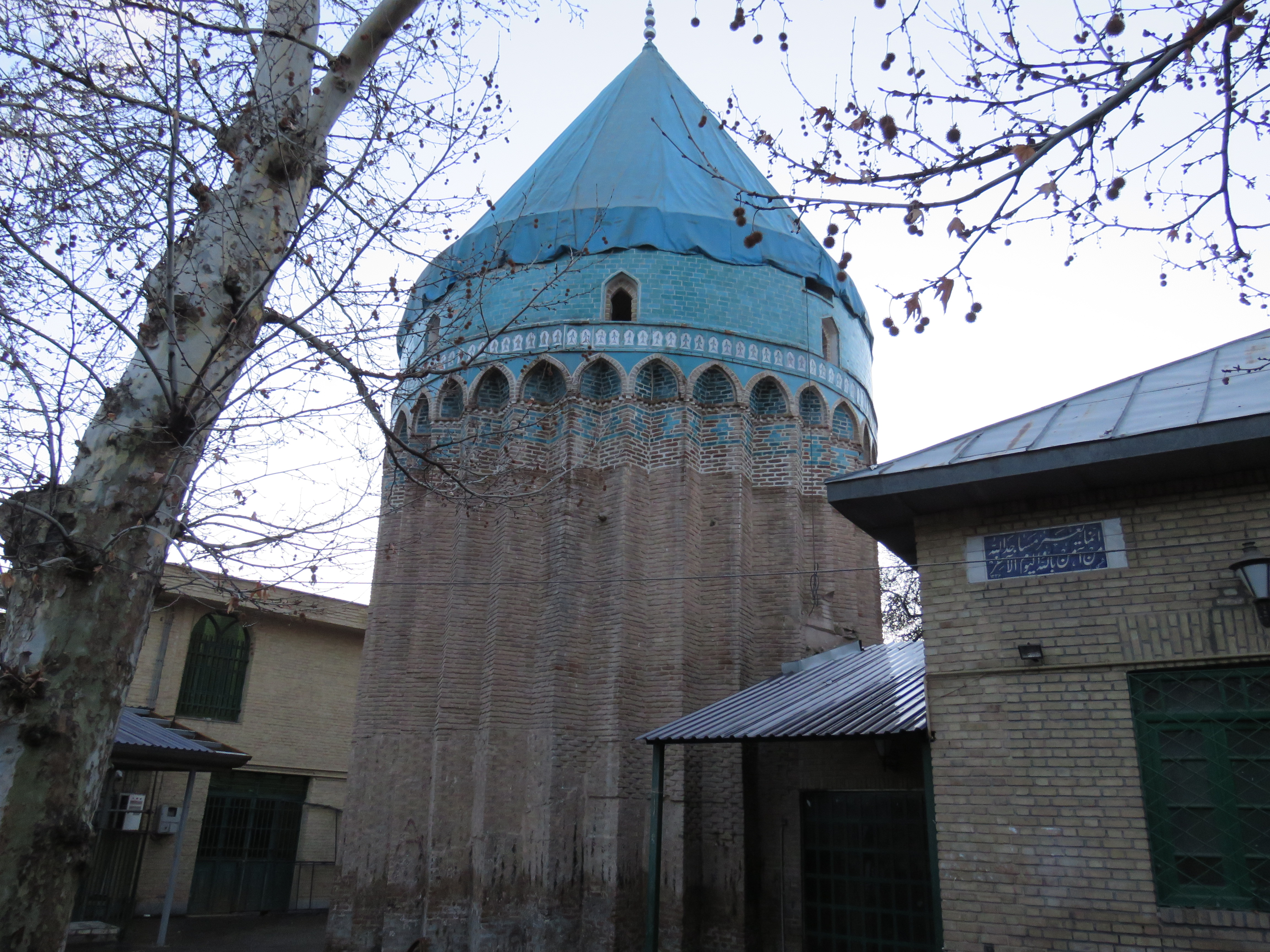
امامزاده عبدالله و عبیدالله محله درویش
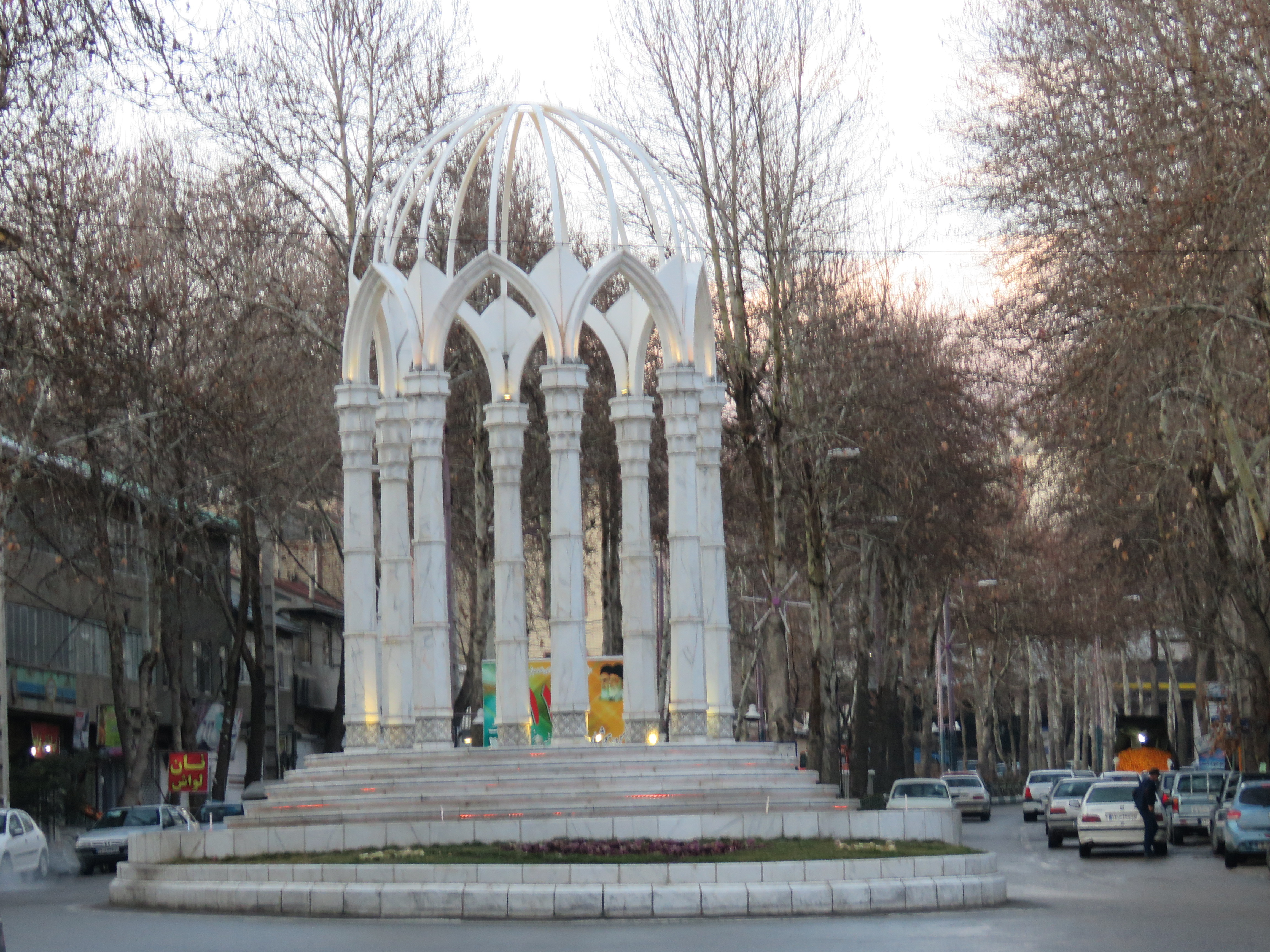
میدان فرامه (با الهام از معماری برج شبلی)
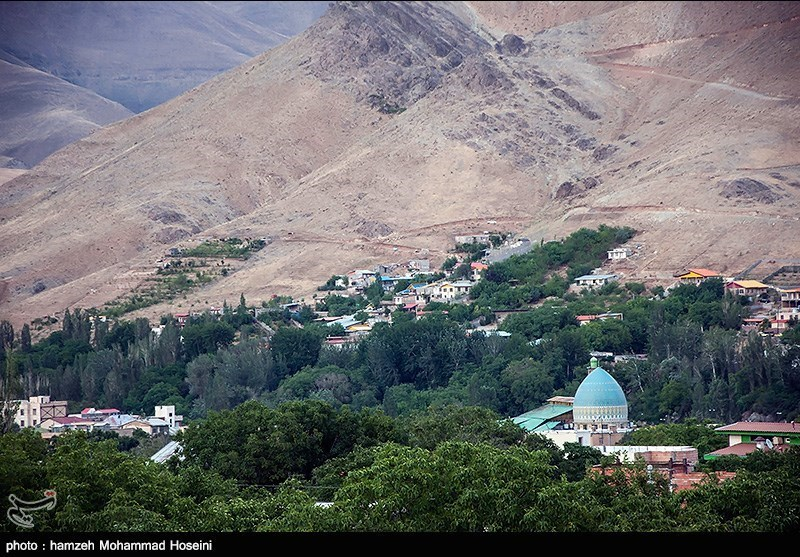
دورنمای مسجد جامع دماوند
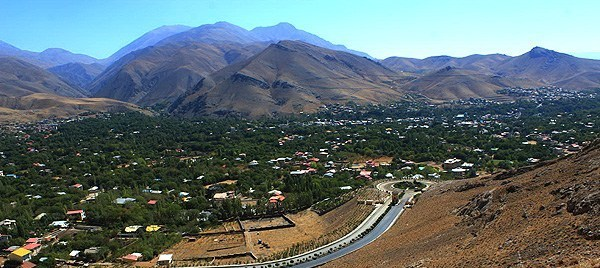
شهر دماوند از فراز کوه تلکمر
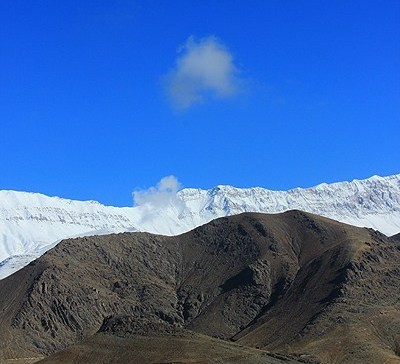
کوهستان‌های شرقی و شمال‌شرقی شهر